# Bola de Ouro
De Bola de Ouro (Gouden Bal) is een prijs die sinds 1973 elk jaar aan de beste voetballer van de Braziliaanse Série A wordt uitgereikt. De Bola de Ouro wordt georganiseerd door het tijdschrift Placar. Alle spelers uit de Braziliaanse competitie krijgen na iedere wedstrijd punten. De speler die aan het einde van het seizoen de meeste punten heeft wint de Bola de Ouro. 

## Winnaars

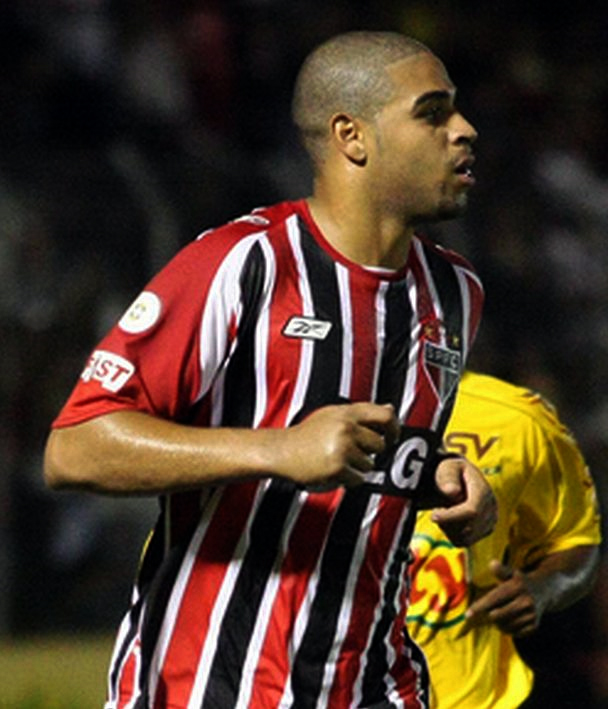
Adriano, winnaar in 2009

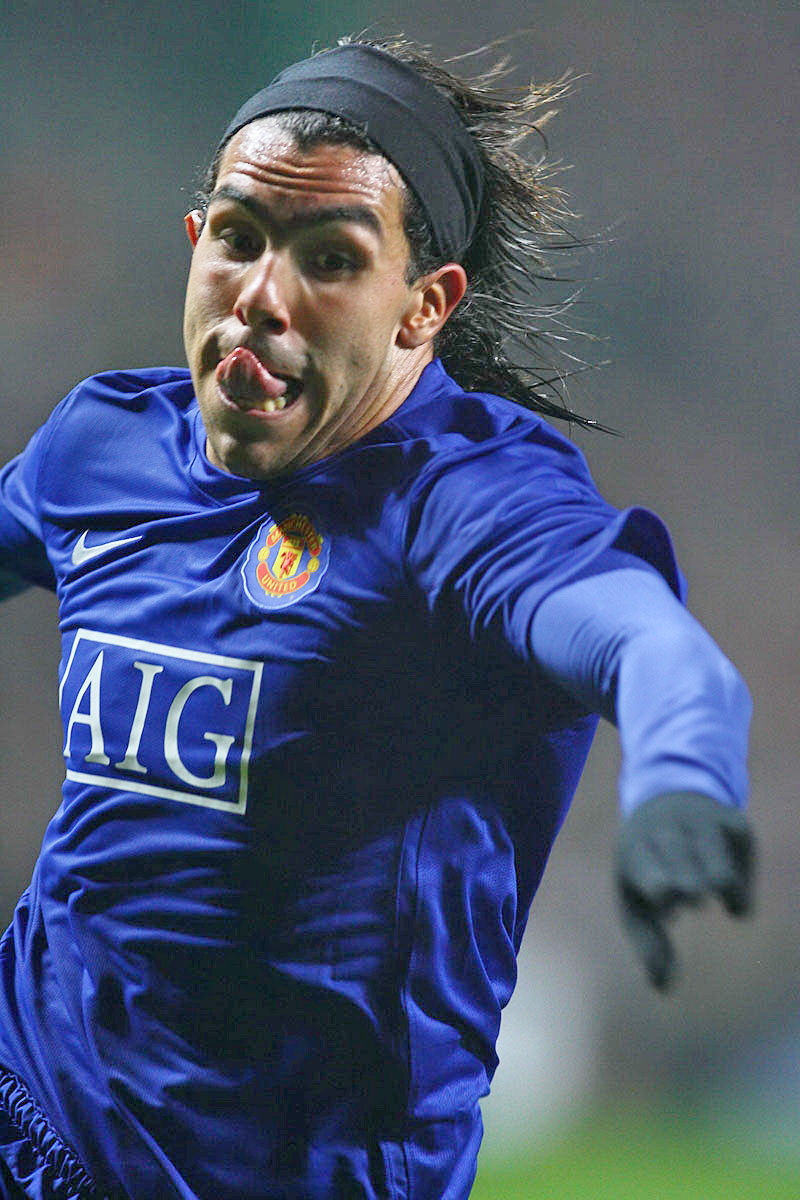
Carlos Tévez, winnaar in 2005

- 2019:  Gabriel Barbosa (Flamengo)
- 2018:  Dudu (Palmeiras)
- 2017:  Jô (Corinthians)
- 2016:  Gabriel Jesus (Palmeiras)
- 2015:  Renato Augusto (Corinthians)
- 2014:  Ricardo Goulart (Cruzeiro)
- 2013:  Éverton Ribeiro (Cruzeiro)
- 2012:  Ronaldinho (Atlético Mineiro)
- 2011:  Neymar (Santos FC)
- 2010:  Darío Conca (Fluminense)
- 2009:  Adriano (Flamengo)
- 2008:  Rogério Ceni (São Paulo)
- 2007:  Thiago Neves (Fluminense)
- 2006:  Lucas (Grêmio)
- 2005:  Carlos Tévez  (Corinthians)
- 2004:  Robinho (Santos)
- 2003:  Alex (Cruzeiro)
- 2002:  Kaká (São Paulo)
- 2001:  Alex Mineiro (Atlético Paranaense)
- 2000:   Romário (Vasco da Gama)
- 1999:  Marcelinho (Corinthians)
- 1998:  Edilson (Corinthians)
- 1997:  Edmundo (Vasco da Gama)
- 1996:  Djalminha (Palmeiras)
- 1995:  Giovanni (Santos)
- 1994:  Amoroso (Guarani)
- 1993:  César Sampaio (Palmeiras)
- 1992:  Júnior (Flamengo)
- 1991:  Mauro Silva (Bragantino)
- 1990:  César Sampaio (Santos)
- 1989:  Ricardo Rocha (São Paulo)
- 1988:  Taffarel (Internacional)
- 1987:  Renato Gaúcho (Flamengo)
- 1986:  Careca (São Paulo)
- 1985:  Marinho (Bangu)
- 1984:  Roberto Costa (Vasco da Gama)
- 1983:  Roberto Costa (Atlético Paranaense)
- 1982:  Zico (Flamengo)
- 1981:  Paulo Isidoro (Grêmio)
- 1980:  Cerezo (Atlético Mineiro)
- 1979:  Falcão (Internacional)
- 1978:  Falcão (Internacional)
- 1977:  Cerezo (Atlético Mineiro)
- 1976:  Elías Figueroa (Internacional)
- 1975:  Valdir Peres (São Paulo)
- 1974:  Zico (Flamengo)
- 1973:  Agustín Cejas (Santos)
- 1973:  Atílio Ancheta (Grêmio)
- 1972:  Elías Figueroa (Flamengo)¹
- 1971:  Dirceu Lopes (Cruzeiro)¹
- 1970:  Francisco Reyes (Internacional)¹

¹ Niet officieel uitgereikt tussen 1970 en 1972. Genoemde spelers hadden de beste beoordeling. In 2013 werd de editie van 1971 alsnog officieel toegewezen.